# Биркин (сумка)

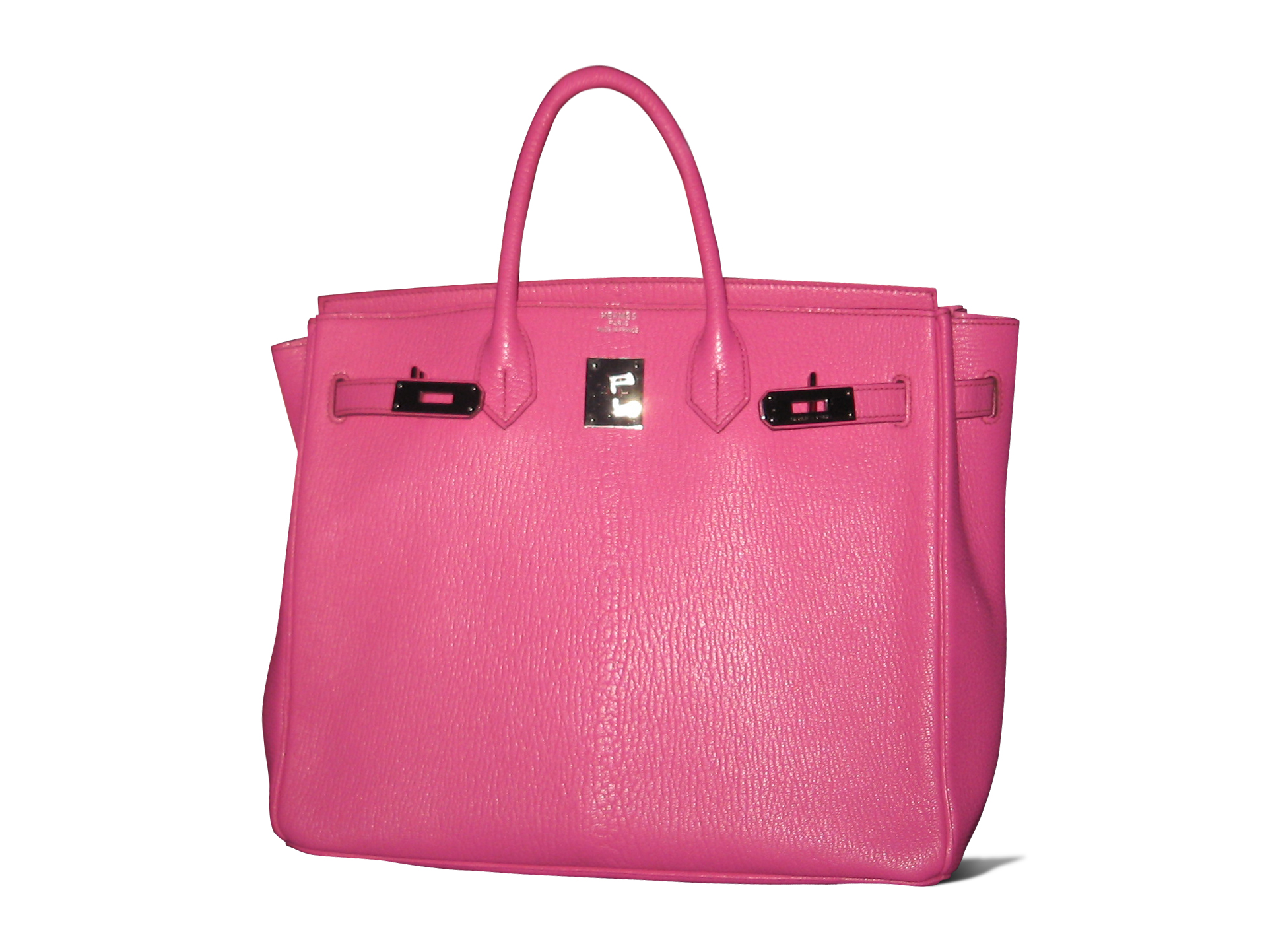
Розовая «Биркин»

Сумка «Биркин» (англ. Birkin bag) — модель дамской сумки торговой марки французского дома моды Hermès. Названа в честь англо-французской певицы и актрисы театра и кино Джейн Биркин (ещё одна именная сумка от Hermès — «Келли»).
По одной из версий её происхождения, в 1984 году Джейн Биркин в самолёте из Парижа в Лондон оказалась на соседних местах с председателем правления Hermès Жан-Луи Дюма (Jean-Louis Dumas). Во время полёта из сумочки Джейн Биркин выпало всё её содержимое. Когда она стала спешно собирать свои вещи, её сосед заметил, что в сумке должны быть удобные кармашки, чтобы ничего не выпадало. Биркин ответила, что Hermès не производит сумки с кармашками. Дюма признался, что он и есть Hermès, и Биркин может изложить ему все свои пожелания по поводу сумки.
Спустя месяц Джейн была приглашена в главный офис Hermès, где ей предложили выбрать эскиз и детали для своей сумки, и вскоре получила первый её экземпляр.
Поначалу она пользовалась этой сумкой, но позже передумала, потому что носила в ней слишком много вещей: «Что толку иметь вторую?» — сказала она со смехом. «Нужна только одна, и та ломит руку; они чертовски тяжёлые. Мне предстоит операция по поводу тендинита плеча». Тем не менее Биркин пользовалась этой сумкой некоторое время.
С годами сумка «Биркин» стала символом стиля, её цена варьируется от 10 000 до 150 000 долларов США.
Сумки Биркин всегда отшиваются вручную, одним мастером и на изготовление одной сумки уходит 15—20 часов.
Стоимость сумки Биркин составляет от 9000 долларов США без налогов с продаж, но может достигать и шестизначных чисел, если выполняется из кожи экзотических животных или инкрустируется драгоценными камнями.
В 2011 году на аукционе Heritage (Heritage Auctions) в Далласе самая дорогая сумка была продана за 203 150 долларов США. Ещё одна дорогая сумка Hermes Diamond Himalayan Birkin, украшенная 242 бриллиантами в 9,84 карата, была продана на аукционе Heritage в Беверли-Хиллз за 185 тыс. долларов США.
В 2015 году Биркин написала открытое письмо в Hermès с просьбой убрать её имя с сумки, заявив, что она хочет, чтобы компания «убрала её имя с модели Birkin Croco до тех пор, пока не будут внедрены лучшие методы, соответствующие международным нормам», ссылаясь на жестокие методы, используемые для получения кожи для сумок. Вскоре после этого Hermès объявила, что удовлетворила Биркин новыми заверениями по этому поводу.